# 20472 Молліпеттіт
20472 Молліпеттіт (20472 Mollypettit) — астероїд головного поясу, відкритий 13 липня 1999 року.
Тіссеранів параметр щодо Юпітера — 3,508.